# Monomorium barbatulum
Monomorium barbatulum (лат.) — вид мелких муравьёв рода Monomorium из подсемейства мирмицин.

## Описание
Мелкие муравьи длиной около 3 мм. От близких видов отличается следующими признаками: голова широкая с псаммофором на вентральной поверхности; окраска тела от тёмно-коричневой до чёрной; метанотальная бороздка глубокая. Усики 12-члениковые с 3-члениковой булавой. Усиковые бороздки отсутствуют. Стебелёк между грудкой и брюшком состоит из двух члеников: петиолюса и постпетиолюса (последний четко отделен от брюшка), жало развито. Включён в состав видовой группы Monomorium salomonis species-group.

## Распространение
Средняя Азия (Казахстан) и Ближний Восток: Израиль, Оман, Саудовская Аравия, Турция.